# Bagniridouo
Bagniridouo, également appelé Banéradouo, est une commune rurale située dans le département de Kampti de la province du Poni dans la région Sud-Ouest au Burkina Faso.

## Géographie
Bagniridouo se trouve à environ 7 km au sud-est de Kampti et à 5 km au nord-est de Latara.

## Santé et éducation
Le centre de soins le plus proche de Bagniridouo est le centre de santé et de promotion sociale (CSPS) de Latara tandis que le centre médical est à Kampti et que le centre hospitalier régional (CHR) de la province se trouve à Gaoua.